# Четверте крило
«Четверте крило» — фентезійний роман в стилі «нова художня література для дорослих» американської письменниці Ребекки Яррос, виданий у 2023 році. Це перша книга серії Емпіреї. Опублікований 2 травня 2023 року, роман став популярним в BookTok (читацькій спільноті TikTok), завдяки чому він посів перше місце в списку бестселерів The New York Times.

## Передісторія
Книга є першою частиною серії Емпіреї. Це перша книга, опублікована видавництвом Red Tower Books, яке є підрозділом видавництва Entangled Publishing. Наступний роман в серії, Залізне полум'я, вийшов у листопаді 2023 року.
Головна героїня роману Вайолет демонструє багато переживань і симптомів, притаманних синдрому Елерса-Данлоса, включаючи біль у суглобах і гіпермобільність, а також посивіння волосся. Цей стан явно не згадується в романі, але Яррос підтвердила, що Вайолет безсумнівно має цей синдром. Яррос сама має цей синдром і використовує книгу, щоб поширити про нього більше інформації.

## Сюжет
Дія роману розгортається у Військовому коледжі Басгіат у вигаданій країні Наварра та розповідає про двадцятирічну Вайолет Сорренгейл. Присвятивши все своє життя щоб стати писарем — членом коледжу, відповідальною за документування історії — вона сподівається вступити до шкільного Квадранту Писарів. Однак її мати, генерал і командир коледжу, змушує її замість цього приєднатися до смертоносного Квадранту Вершників, незважаючи на тендітне тіло Вайолет.
Увійшовши до «Четвертого крила» Квадранту Вершників, Вайолет має пережити низку дедалі небезпечніших випробувань, включаючи формування товариських стосунків з драконом та становлення воїном на передовій війни, що триває в Наваррі. Роль її матері та маленька статура роблять Вайолет мішенню, зокрема для Джека Барлоу — однокурсника-садиста, який має намір відсіяти всіх вершників, яких він вважає слабкими, — і Ксейдена Райорсона, третьокурсника, лідера Четвертого крила, чий покійний батько очолив повстання проти Наварри і був убитий матір'ю Віолет.

## Персонажі
- Вайолет Сорренгейл: головна героїня, від чиєї особи йдеться розповідь. Менша за інших вершників і фізично слабша, вона приєднується до Квадранту Вершників лише на вимогу своєї матері, генерала Ліліт Сорренгейл. Її призначили до Четвертого крила.
- Ксейден Райорсон: лідер Четвертого крила, який через зв'язок зі Сґейл має здатність командувати тінями. Він є сином Фена Райорсона, лідера повстанців, якого вбила мати Вайолет.
- Дейн Етос : найкращий друг дитинства Вайолет і син полковника Етоса. Вершник-другокурсник; він є лідером загону в Четвертому крилі. Завдяки зв'язку з Кет він може читати спогади, торкнувшись іншої людини.
- Ріаннон Матіас: першокурсниця Квадранту Вершників, призначена до Четвертого крила. Вона стає найкращою подругою Вайолет.
- Рідок Гамлін: першокурсник Квадранту вершників, призначений до Четвертого крила. Він стає хорошим другом Вайолет і Ріаннон.
- Джек Барлоу: жорстокий Вершник-першокурсник, призначений до Першого крила, який ставить своїм завданням убити Вайолет.
- Міра Сорренгейл: старша сестра Вайолет і випускниця Військового коледжу Басгіат. Вона рішуче виступає проти рішення своєї матері змусити Вайолет приєднатися до Квадранту Вершників.
- Ліам Майрі: Вершник-першокурсник, який виріс із Ксейденом після того, як їхніх батьків було вбито за участь в повстанні.

## Сприйняття
Роман був сприйнятий критиками переважно позитивно. Publishers Weekly відзначив книгу рецензією із зірочкою, вихваляючи її світобудову, персонажів і «сексуальну темну академічну естетику». Алана Джолі Ебботт у рецензії в журналі Paste високо оцінила використання знайомих прийомів і порівняла роман з фентезійними серіалами, такими як Blood Trials Н. Е. Девенпорта та Двір шипів та троянд Сари Дж. Маас.
Четверте крило стало вірусним явищем на BookTok, де хештеги «#FourthWing» і «#RebeccaYarros» мають разом понад мільярд переглядів. Його популярність привела до того, що він піднявся на перше місце в списку бестселерів Amazon, а також на перше місце в списку бестселерів The New York Times, де він залишався 18 тижнів. Вважається, що це допомогло популяризувати жанр «Romantasy», який поєднує в собі елементи жанрів романтики та фентезі.
Кімберлі Терасакі з «Мері Сью» написала про феномен, при якому фани зображують Ксейдена (на кого спрямований основний любовний інтерес головної героїні) світлошкірим у фан-артах, незважаючи на те, що в книзі він описаний як кольорова людина. Яррос також прокоментувала це явище, заявивши, що цей персонаж не має бути білим.
Продовження, «Залізне полум'я», було випущено 7 листопада 2023 року. 
Випуск третьої книги «Оніксовий шторм» запланований на 21 січня 2025 року.

## Адаптація
У жовтні 2023 року тижневик Вараєті повідомив, що Amazon MGM Studios працює над екранізацією роману. Також стало відомо, що Amazon і Outlier Society придбали права на всі книги серії, а також про те, що Ребекка Яррос і Ліз Пеллет'є будуть виконавчими продюсерами серіалу.